# Jeff Miller
Jeff Miller, właśc. Jefferson B. Miller (ur. 27 czerwca 1959 w St. Petersburgu) – amerykański polityk związany z Partią Republikańską. 

## Działalność polityczna
Od 1998 do 2001 zasiadał w stanowej Izbie Reprezentantów Florydy. W latach 2001–2017 był przedstawicielem 1. okręgu wyborczego w stanie Floryda w Izbie Reprezentantów Stanów Zjednoczonych.